# Pearson & Cox
Pearson & Cox is een historisch merk van auto's en cyclecars.

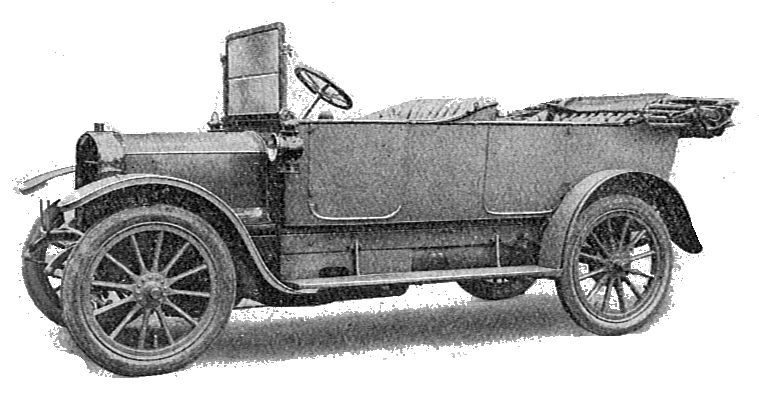
Pearson & Cox Steam Car

De bedrijfsnaam was Pearson & Cox Ltd., Shortlands, Kent (1914-1917).
Engels merk dat nog stoommachines voor de aandrijving gebruikte. Deze 3 pk machines werden uiteraard niet lang gebouwd. De cyclecars werden aangedreven door een 8pk-JAP-V-twin.